# Runcinia carae
Runcinia carae là một loài nhện trong họ Thomisidae.
Loài này thuộc chi Runcinia. Runcinia carae được miêu tả năm 1983 bởi Dippenaar-Schoeman.